# Kotuj
Kotuj (rusky Котуй) je řeka v Krasnojarském kraji (Evencký a Tajmyrský rajón) v Rusku. Je 1409 km dlouhá. Povodí má rozlohu 176 000 km².

## Průběh toku

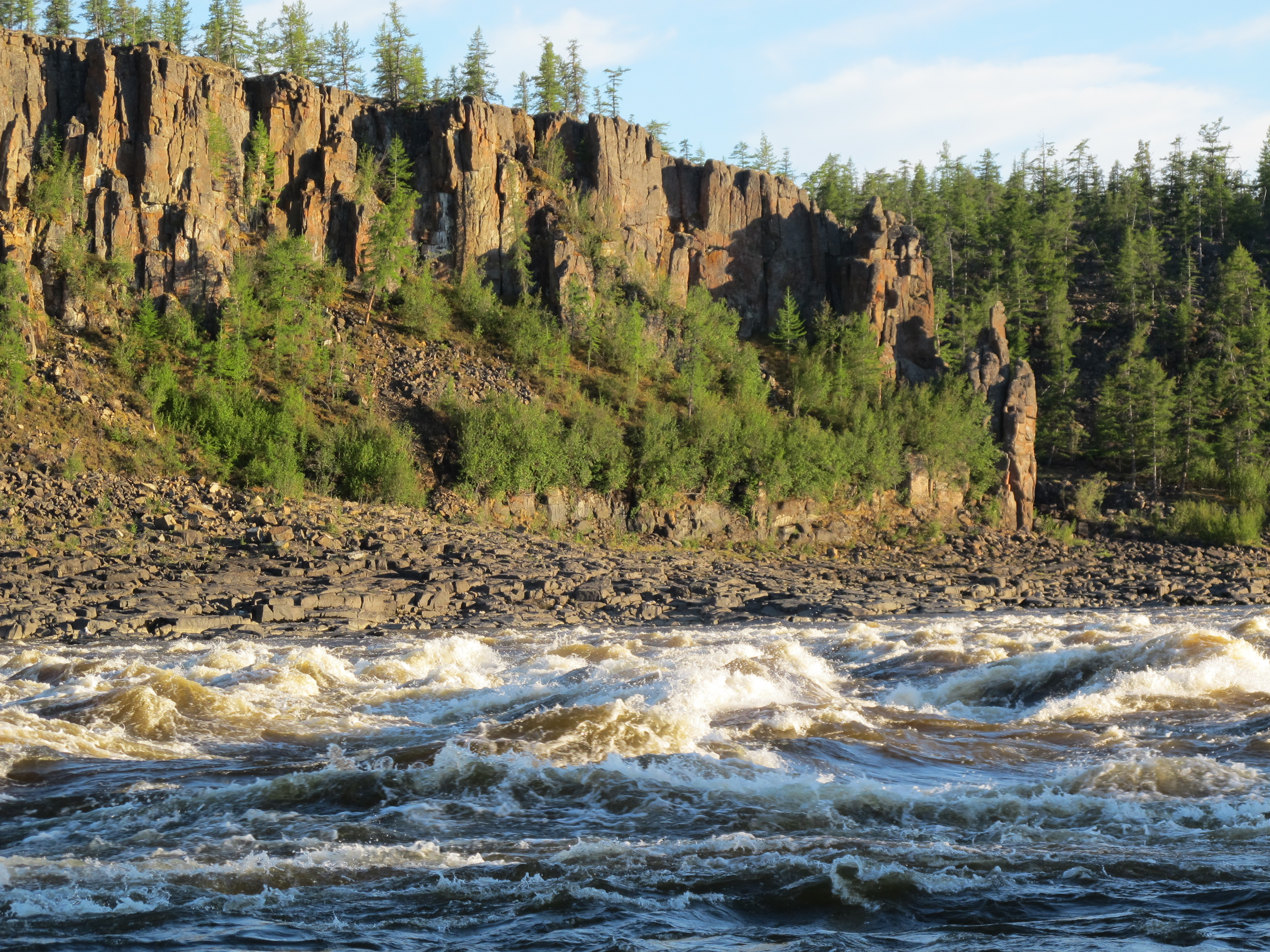
Peřeje na řece Kotuj

Pramení na planině Putorana a teče na jihovýchod Středosibiřskou pahorkatinou přes jezera Charpiča a Ďupkun. Pod soutokem s Vojevolichanem se obrací na severovýchod. Na dolním toku pak protéká Severosibiřskou nížinu. Místy je velmi členitá a peřejnatá. Je pravou zdrojnicí Chatangy v úmoří moře Laptěvů.

### Přítoky
- zleva – Čangada, Tukalan
- zprava – Mojero, Kotujkan, Eriječka, Vojevolichan

## Vodní stav
Zdrojem vody jsou především sněhové srážky. Zamrzá na konci září až v první polovině října a rozmrzá na konci května až v červnu.